# NGC 1502
NGC 1502 je otvoreni skup u zviježđu Žirafi. 

## Vanjske poveznice
- SEDS: NGC 1502